# Olympische Sommerspiele 2020/Teilnehmer (Brasilien)
| Gelbes Symbol für Goldmedaillen mit stilisierten Olympischen Ringen | Graues Symbol für Silbermedaillen mit stilisierten Olympischen Ringen | Braundes Symbol für Bronzemedaillen mit stilisierten Olympischen Ringen |
| ------------------------------------------------------------------- | --------------------------------------------------------------------- | ----------------------------------------------------------------------- |
| 7                                                                   | 6                                                                     | 8                                                                       |

Brasilien nahm an den Olympischen Spielen 2020 in Tokio mit 309 Sportlern in 29 Sportarten teil. Es war die insgesamt 23. Teilnahme an Olympischen Sommerspielen.

## Medaillengewinner
| Name/n | Sportart       | Wettkampf                        |
| --- | -------------- | -------------------------------- |
| Gold |                |                                  |
| Hebert Conceição | Boxen          | Mittelgewicht bis 75 kg (Männer) |
| Rebeca Andrade | Turnen         | Sprung Frauen                    |
| Martine Grael Kahena Kunze | Segeln         | 49er FX Frauen                   |
| Ítalo Ferreira | Surfen         | Shortboard Männer                |
| Ana Marcela Cunha | Schwimmen      | 10 km Freiwasser Frauen          |
| Isaquias Queiroz | Kanu           | C1 1000 m Männer                 |
| Abner Dani Alves Antony Guilherme Arana Bruno Guimarães Claudinho Matheus Cunha Diego Carlos Douglas Luiz Malcom Matheus Henrique Gabriel Martinelli Gabriel Menino Nino Paulinho Reinier Richarlison Santos    | Fußball        | Männerturnier                    |
| Silber |                |                                  |
| Rebeca Andrade | Turnen         | Einzelmehrkampf Frauen           |
| Rayssa Leal | Skateboard     | Street Frauen                    |
| Kelvin Hoefler | Skateboard     | Street Männer                    |
| Pedro Barros | Skateboard     | Park Männer                      |
| Beatriz Ferreira | Boxen          | Leichtgewicht Frauen             |
| Camila Brait Tandara Caixeta Macris Carneiro Ana Beatriz Corrêa Ana Carolina da Silva Ana Cristina de Souza Fernanda Garay Carol Gattaz Gabriela Guimarães Rosamaria Montibeller Natália Pereira Roberta Ratzke | Volleyball     | Frauenturnier                    |
| Bronze |                |                                  |
| Mayra Aguiar | Judo           | Halbschwergewicht Frauen         |
| Daniel Cargnin | Judo           | Halbleichtgewicht Männer         |
| Alison dos Santos | Leichtathletik | 400 m Hürden Männer              |
| Thiago Braz da Silva | Leichtathletik | Stabhochsprung Männer            |
| Laura Pigossi Luisa Stefani | Tennis         | Damendoppel                      |
| Abner Teixeira | Boxen          | Schwergewicht Männer             |
| Fernando Scheffer | Schwimmen      | 200 m Freistil Männer            |
| Bruno Fratus | Schwimmen      | 50 m Freistil Männer             |

## Teilnehmer nach Sportarten

### Badminton
| Athleten      | Wettbewerb | Gruppenphase | Gruppenphase       | Gruppenphase | Gruppenphase | Achtelfinale  | Achtelfinale  | Viertelfinale | Viertelfinale | Halbfinale    | Halbfinale    | Finale        | Finale        | Rang          |
| Athleten      | Wettbewerb | Gegner       | Ergebnis           | Punkte       | Rang         | Gegner        | Ergebnis      | Gegner        | Ergebnis      | Gegner        | Ergebnis      | Gegner        | Ergebnis      | Rang          |
| ------------- | ---------- | ------------ | ------------------ | ------------ | ------------ | ------------- | ------------- | ------------- | ------------- | ------------- | ------------- | ------------- | ------------- | ------------- |
| Frauen        |            |              |                    |              |              |               |               |               |               |               |               |               |               |               |
| Fabiana Silva | Einzel     | M. Ulitina   | 0:2 (14:21, 20:22) | 53:85        | 3            | ausgeschieden | ausgeschieden | ausgeschieden | ausgeschieden | ausgeschieden | ausgeschieden | ausgeschieden | ausgeschieden | ausgeschieden |
| Fabiana Silva | Einzel     | B. Zhang     | 0:2 (9:21, 10:21)  | 53:85        | 3            | ausgeschieden | ausgeschieden | ausgeschieden | ausgeschieden | ausgeschieden | ausgeschieden | ausgeschieden | ausgeschieden | ausgeschieden |
| Männer        |            |              |                    |              |              |               |               |               |               |               |               |               |               |               |
| Ygor Coelho   | Einzel     | G. Paul      | 2:0 (21:5, 21:16)  | 64:63        | 2            | ausgeschieden | ausgeschieden | ausgeschieden | ausgeschieden | ausgeschieden | ausgeschieden | ausgeschieden | ausgeschieden | 15            |
| Ygor Coelho   | Einzel     | K. Tsuneyama | 0:2 (14:21, 8:21)  | 64:63        | 2            | ausgeschieden | ausgeschieden | ausgeschieden | ausgeschieden | ausgeschieden | ausgeschieden | ausgeschieden | ausgeschieden | 15            |

### Beachvolleyball
| Athleten                                                  | Gruppenphase          | Gruppenphase              | Gruppenphase | Gruppenphase | Achtelfinale     | Achtelfinale              | Viertelfinale          | Viertelfinale             | Halbfinale    | Halbfinale    | Finale        | Finale        | Rang |
| Athleten                                                  | Gegner                | Ergebnis                  | Punkte       | Rang         | Gegner           | Ergebnis                  | Gegner                 | Ergebnis                  | Gegner        | Ergebnis      | Gegner        | Ergebnis      | Rang |
| --------------------------------------------------------- | --------------------- | ------------------------- | ------------ | ------------ | ---------------- | ------------------------- | ---------------------- | ------------------------- | ------------- | ------------- | ------------- | ------------- | ---- |
| Frauen                                                    |                       |                           |              |              |                  |                           |                        |                           |               |               |               |               |      |
| Ágatha Bednarczuk Eduarda Santos Lisboa                   | Gallay / Pereyra      | 2:0 (21:19, 21:11)        | 5            | 2            | Ludwig / Kozuch  | 1:2 (19:21, 21:19, 14:16) | ausgeschieden          | ausgeschieden             | ausgeschieden | ausgeschieden | ausgeschieden | ausgeschieden | 9    |
| Ágatha Bednarczuk Eduarda Santos Lisboa                   | Wang / X. Y. Xia      | 0:2 (18:21, 14:21)        | 5            | 2            | Ludwig / Kozuch  | 1:2 (19:21, 21:19, 14:16) | ausgeschieden          | ausgeschieden             | ausgeschieden | ausgeschieden | ausgeschieden | ausgeschieden | 9    |
| Ágatha Bednarczuk Eduarda Santos Lisboa                   | Bansley / Wilkerson   | 2:0 (21:18, 21:18)        | 5            | 2            | Ludwig / Kozuch  | 1:2 (19:21, 21:19, 14:16) | ausgeschieden          | ausgeschieden             | ausgeschieden | ausgeschieden | ausgeschieden | ausgeschieden | 9    |
| Ana Patrícia Silva Ramos Rebecca Cavalcanti Barbosa Silva | Makokha / Khadambi    | 2:0 (21:15, 21:9)         | 4            | 3            | Wang / X. Y. Xia | 2:0 (21:14, 23:21)        | Heidrich / Vergé-Dépré | 1:2 (19:21, 21:18, 12:15) | ausgeschieden | ausgeschieden | ausgeschieden | ausgeschieden | 5    |
| Ana Patrícia Silva Ramos Rebecca Cavalcanti Barbosa Silva | Graudiņa / Kravčenoka | 1:2 (15:21, 21:12, 12:15) | 4            | 3            | Wang / X. Y. Xia | 2:0 (21:14, 23:21)        | Heidrich / Vergé-Dépré | 1:2 (19:21, 21:18, 12:15) | ausgeschieden | ausgeschieden | ausgeschieden | ausgeschieden | 5    |
| Ana Patrícia Silva Ramos Rebecca Cavalcanti Barbosa Silva | Claes / Sponcil       | 1:2 (21:17, 19:21, 11:15) | 4            | 3            | Wang / X. Y. Xia | 2:0 (21:14, 23:21)        | Heidrich / Vergé-Dépré | 1:2 (19:21, 21:18, 12:15) | ausgeschieden | ausgeschieden | ausgeschieden | ausgeschieden | 5    |
| Männer                                                    |                       |                           |              |              |                  |                           |                        |                           |               |               |               |               |      |
| Alison Cerutti Álvaro Morais Filho                        | Azaad / Capogrosso    | 2:0 (21:16, 21:17)        | 5            | 1            | Gaxiola / Rubio  | 2:0 (21:14, 21:13)        | Pļaviņš / Točs         | 0:2 (16:21, 19:21)        | ausgeschieden | ausgeschieden | ausgeschieden | ausgeschieden | 5    |
| Alison Cerutti Álvaro Morais Filho                        | Lucena / Dalhausser   | 1:2 (22:24, 21:19, 13:15) | 5            | 1            | Gaxiola / Rubio  | 2:0 (21:14, 21:13)        | Pļaviņš / Točs         | 0:2 (16:21, 19:21)        | ausgeschieden | ausgeschieden | ausgeschieden | ausgeschieden | 5    |
| Alison Cerutti Álvaro Morais Filho                        | Brouwer / Meeuwsen    | 2:0 (21:14, 24:22)        | 5            | 1            | Gaxiola / Rubio  | 2:0 (21:14, 21:13)        | Pļaviņš / Točs         | 0:2 (16:21, 19:21)        | ausgeschieden | ausgeschieden | ausgeschieden | ausgeschieden | 5    |
| Evandro Gonçalves Oliveira Júnior Bruno Oscar Schmidt     | Grimalt / Grimalt     | 2:1 (21:15, 16:21, 15:12) | 6            | 1            | Pļaviņš / Točs   | 0:2 (19:21, 18:21)        | ausgeschieden          | ausgeschieden             | ausgeschieden | ausgeschieden | ausgeschieden | ausgeschieden | 9    |
| Evandro Gonçalves Oliveira Júnior Bruno Oscar Schmidt     | Abicha / Elgraoui     | 2:0 (21:14, 21:16)        | 6            | 1            | Pļaviņš / Točs   | 0:2 (19:21, 18:21)        | ausgeschieden          | ausgeschieden             | ausgeschieden | ausgeschieden | ausgeschieden | ausgeschieden | 9    |
| Evandro Gonçalves Oliveira Júnior Bruno Oscar Schmidt     | Fijałek / Bryl        | 2:1 (19:21, 21:14, 17:15) | 6            | 1            | Pļaviņš / Točs   | 0:2 (19:21, 18:21)        | ausgeschieden          | ausgeschieden             | ausgeschieden | ausgeschieden | ausgeschieden | ausgeschieden | 9    |

### Bogenschießen
| Athleten                                 | Wettbewerb | Qualifikation | Qualifikation | 1. Runde      | 1. Runde | 2. Runde        | 2. Runde | Achtelfinale  | Achtelfinale  | Viertelfinale | Viertelfinale | Halbfinale    | Halbfinale    | Finale        | Finale        | Rang          |
| Athleten                                 | Wettbewerb | Ringe         | Rang          | Gegner        | Ergebnis | Gegner          | Ergebnis | Gegner        | Ergebnis      | Gegner        | Ergebnis      | Gegner        | Ergebnis      | Gegner        | Ergebnis      | Rang          |
| ---------------------------------------- | ---------- | ------------- | ------------- | ------------- | -------- | --------------- | -------- | ------------- | ------------- | ------------- | ------------- | ------------- | ------------- | ------------- | ------------- | ------------- |
| Frauen                                   |            |               |               |               |          |                 |          |               |               |               |               |               |               |               |               |               |
| Ane Marcelle dos Santos                  | Einzel     | 636           | 33            | A. P. Vázquez | 6:4      | An S.           | 1:7      | ausgeschieden | ausgeschieden | ausgeschieden | ausgeschieden | ausgeschieden | ausgeschieden | ausgeschieden | ausgeschieden | ausgeschieden |
| Männer                                   |            |               |               |               |          |                 |          |               |               |               |               |               |               |               |               |               |
| Marcus D’Almeida                         | Einzel     | 651           | 40            | P. Huston     | 7:1      | S. van den Berg | 7:1      | M. Nespoli    | 0:6           | ausgeschieden | ausgeschieden | ausgeschieden | ausgeschieden | ausgeschieden | ausgeschieden | ausgeschieden |
| Mixed                                    |            |               |               |               |          |                 |          |               |               |               |               |               |               |               |               |               |
| Ane Marcelle dos Santos Marcus D’Almeida | Mannschaft | 1287          | 20            | —             | —        | —               | —        | ausgeschieden | ausgeschieden | ausgeschieden | ausgeschieden | ausgeschieden | ausgeschieden | ausgeschieden | ausgeschieden | ausgeschieden |

### Boxen
| Athleten           | Wettbewerb                  | 1. Runde    | 1. Runde | Achtelfinale   | Achtelfinale | Viertelfinale | Viertelfinale | Halbfinale    | Halbfinale    | Finale        | Finale        | Rang   |
| Athleten           | Wettbewerb                  | Gegner      | Ergebnis | Gegner         | Ergebnis     | Gegner        | Ergebnis      | Gegner        | Ergebnis      | Gegner        | Ergebnis      | Rang   |
| ------------------ | --------------------------- | ----------- | -------- | -------------- | ------------ | ------------- | ------------- | ------------- | ------------- | ------------- | ------------- | ------ |
| Frauen             |                             |             |          |                |              |               |               |               |               |               |               |        |
| Grazieli de Jesus  | Fliegengewicht bis 51 kg    | Freilos     | Freilos  | T. Namiki      | 0:5          | ausgeschieden | ausgeschieden | ausgeschieden | ausgeschieden | ausgeschieden | ausgeschieden | 9      |
| Jucielen Romeu     | Federgewicht bis 57 kg      | Freilos     | Freilos  | K. Artingstall | 0:5          | ausgeschieden | ausgeschieden | ausgeschieden | ausgeschieden | ausgeschieden | ausgeschieden | 9      |
| Beatriz Ferreira   | Leichtgewicht bis 60 kg     | Freilos     | Freilos  | Wu S.-y.       | 5:0          | Q. Kodirova   | 5:0           | M. Potkonen   | 5:0           | K. Harrington | 0:5           | Silber |
| Männer             |                             |             |          |                |              |               |               |               |               |               |               |        |
| Wanderson Oliveira | Leichtgewicht bis 63 kg     | W. Salamana | 5:0      | D. Assanau     | 3:2          | A. Cruz Gómez | 1:4           | ausgeschieden | ausgeschieden | ausgeschieden | ausgeschieden | 5      |
| Hebert Conceição   | Mittelgewicht bis 75 kg     | Freilos     | Freilos  | T. Tanglatihan | 3:2          | Ä. Amanqul    | 3:2           | G. Bakschi    | 4:1           | O. Chyschnjak | KO            | Gold   |
| Keno Machado       | Halbschwergewicht bis 81 kg | Freilos     | Freilos  | Chen D.        | 5:0          | B. Whittaker  | 2:3           | ausgeschieden | ausgeschieden | ausgeschieden | ausgeschieden | 5      |
| Abner Teixeira     | Schwergewicht bis 91 kg     | Freilos     | Freilos  | C. Clarke      | 4:1          | H. Iashaish   | 4:1           | J. C. La Cruz | 1:4           | ausgeschieden | ausgeschieden | Bronze |

### Fechten
| Athleten             | Wettbewerb     | 1. Runde | 1. Runde | 2. Runde    | 2. Runde | Achtelfinale  | Achtelfinale  | Viertelfinale | Viertelfinale | Halbfinale / Klassifikation | Halbfinale / Klassifikation | Finale / Platzierung | Finale / Platzierung | Rang          |
| Athleten             | Wettbewerb     | Gegner   | Ergebnis | Gegner      | Ergebnis | Gegner        | Ergebnis      | Gegner        | Ergebnis      | Gegner                      | Ergebnis                    | Gegner               | Ergebnis             | Rang          |
| -------------------- | -------------- | -------- | -------- | ----------- | -------- | ------------- | ------------- | ------------- | ------------- | --------------------------- | --------------------------- | -------------------- | -------------------- | ------------- |
| Frauen               |                |          |          |             |          |               |               |               |               |                             |                             |                      |                      |               |
| Nathalie Moellhausen | Degen Einzel   | —        | —        | R. Fiamingo | 9:10     | ausgeschieden | ausgeschieden | ausgeschieden | ausgeschieden | ausgeschieden               | ausgeschieden               | ausgeschieden        | ausgeschieden        | ausgeschieden |
| Männer               |                |          |          |             |          |               |               |               |               |                             |                             |                      |                      |               |
| Guilherme Toldo      | Florett Einzel | —        | —        | T. Saitō    | 10:15    | ausgeschieden | ausgeschieden | ausgeschieden | ausgeschieden | ausgeschieden               | ausgeschieden               | ausgeschieden        | ausgeschieden        | ausgeschieden |

### Fußball
Als Goldmedaillengewinner der Copa América hatten sich die brasilianischen Fußballerinnen direkt für die Olympischen Spiele qualifiziert.
Dem Männerteam gelang es, sich beim südamerikanischen Qualifikationsturnier im Februar 2020 das Olympiaticket zu sichern.
| Wettbewerb      | Frauen (Spiele/Tore) | Männer (Spiele/Tore) |
| --------------- | --- | --- |
| Athleten        | Andressa Alves (4/2) Andressinha (3/0) Bárbara (4/0) Julia Bianchi (2/0) Bruna (4/0) Debinha (4/2) Duda (4/0) Érika (3/0) Formiga (4/0) Geyse (2/0) Jucinara (1/0) Letícia (1/0) Ludmila (4/0) Marta (4/3) Poliana (1/0) Rafaelle (4/0) Tamires (3/0) Bia Zaneratto (4/1) | Dani Alves (6/0) Antony (6/0) Guilherme Arana (6/0) Brenno Bruno Guimarães (6/0) Claudinho (6/0) Matheus Cunha (5/3) Diego Carlos (6/0) Douglas Luiz (5/0) Ricardo Graça Malcom (6/1) Matheus Henrique (2/0) Gabriel Menino (3/0) Nino (6/0) Paulinho (5/1) Reinier (5/0) Richarlison (6/5) Santos (6/0) |
| Trainer         | Pia Sundhage | André Jardine |
| P-Akkreditierte | Adriana Angelina (3/0) Giovana (1/0) Aline Reis | Abner (1/0) Bruno Fuchs Lucão Gabriel Martinelli (3/0) |
| Gruppenphase    | China (5:0) Niederlande (3:3) Sambia (1:0) | Deutschland (4:2) Elfenbeinküste (0:0) Saudi-Arabien (3:1) |
| Viertelfinale   | Kanada (0:0; 3:4 i. E.) | Ägypten (1:0) |
| Halbfinale      | ausgeschieden | Mexiko (0:0; 4:1 i. E.) |
| Finale          | ausgeschieden | Spanien (1:1; 2:1 n. V.) |
| Platzierung     | ausgeschieden | Gold |

### Gewichtheben
| Athleten           | Wettbewerb              | Reißen  | Reißen | Stoßen  | Stoßen | Zweikampf | Zweikampf | Rang |
| Athleten           | Wettbewerb              | Gewicht | Rang   | Gewicht | Rang   | Gewicht   | Rang      | Rang |
| ------------------ | ----------------------- | ------- | ------ | ------- | ------ | --------- | --------- | ---- |
| Frauen             |                         |         |        |         |        |           |           |      |
| Natasha Rosa       | Bantamgewicht bis 49 kg | 78 kg   | 9      | 95 kg   | 8      | 173 kg    | 9         | 9    |
| Jaqueline Ferreira | Schwergewicht bis 87 kg | 100 kg  | 11     | 115 kg  | 12     | 215 kg    | 12        | 12   |

### Handball
Die Handballfrauen sicherten sich über die Panamerikanischen Spiele 2019 das Olympiaticket für Tokio, die Männer beim Qualifikationsturnier in Montenegro im März 2021.
| Wettbewerb    | Frauen (Spiele/Tore) | Männer (Spiele/Tore) |
| ------------- | --- | --- |
| Athleten      | Bruna de Paula (5/25) Alexandra do Nascimento (5/26) Tamires Morena Lima (5/8) Ana Paula Rodrigues Belo (5/15) Bárbara Arenhart (5/1) Eduarda Amorim (5/11) Larissa Araújo (5/12) Adriana Cardoso de Castro (5/11) Samara Vieira (5/13) Giulia Guarieiro (5/1) Gabriela Bitolo (3/0) Patrícia Matieli (5/7) Dayane Rocha (2/0) Renata Arruda (5/1) Lívia Martins Horácio Ventura (5/2) | Henrique Teixeira (1/0) João Pedro da Silva (5/21) Guilherme Torriani (5/0) José Guilherme de Toledo (2/0) Rogério Moraes Ferreira (5/9) Thiagus Petrus (5/3) Rangel da Rosa (5/0) Felipe Borges (5/5) Fábio Chiuffa (5/21) Vinícius Teixeira (5/6) Leonardo Dutra (5/20) Thiago Ponciano (5/4) Haniel Langaro (5/20) Leonardo Terçariol (5/2) Rudolph Hackbarth (3/5) Gustavo Rodrigues (4/12) |
| Trainer       | Jorge Dueñas de Galarza | Marcus Oliveira |
| Gruppenphase  | ROC (24:24) Ungarn (33:27) Spanien (23:27) Schweden (31:34) Frankreich (22:29) | Norwegen (24:27) Frankreich (29:34) Spanien (25:32) Argentinien (25:23) Deutschland (25:29) |
| Viertelfinale | ausgeschieden | ausgeschieden |
| Halbfinale    | ausgeschieden | ausgeschieden |
| Finale        | ausgeschieden | ausgeschieden |
| Platzierung   | 11. Platz | 10. Platz |

### Judo
| Athleten | Wettbewerb  | 1. Runde        | 1. Runde | 2. Runde      | 2. Runde      | Achtelfinale  | Achtelfinale  | Viertelfinale    | Viertelfinale | Halbfinale / Trostrunde | Halbfinale / Trostrunde | Finale / Platz 3 | Finale / Platz 3 | Rang   |
| Athleten | Wettbewerb  | Gegner          | Ergebnis | Gegner        | Ergebnis      | Gegner        | Ergebnis      | Gegner           | Ergebnis      | Gegner                  | Ergebnis                | Gegner           | Ergebnis         | Rang   |
| --- | ----------- | --------------- | -------- | ------------- | ------------- | ------------- | ------------- | ---------------- | ------------- | ----------------------- | ----------------------- | ---------------- | ---------------- | ------ |
| Frauen |             |                 |          |               |               |               |               |                  |               |                         |                         |                  |                  |        |
| Gabriela Chibana | bis 48 kg   | H. Bonface      | 10:0     | —             | —             | D. Krasniqi   | 0s1:10        | ausgeschieden    | ausgeschieden | ausgeschieden           | ausgeschieden           | ausgeschieden    | ausgeschieden    | 9      |
| Larissa Pimenta | bis 52 kg   | A. Perenc       | 1s2:0s2  | —             | —             | U. Abe        | 0s1:10        | ausgeschieden    | ausgeschieden | ausgeschieden           | ausgeschieden           | ausgeschieden    | ausgeschieden    | 9      |
| Ketleyn Quadros | bis 63 kg   | C. David        | 10:0     | —             | —             | G. Bold       | 10s1:0s1      | J. Franssen      | 0s1:10s2      | ausgeschieden           | ausgeschieden           | ausgeschieden    | ausgeschieden    | 7      |
| Maria Portela | bis 70 kg   | N. Shaheen      | 10:0     | —             | —             | M. Taimazowa  | 0s3:10s2      | ausgeschieden    | ausgeschieden | ausgeschieden           | ausgeschieden           | ausgeschieden    | ausgeschieden    | 9      |
| Mayra Aguiar | bis 78 kg   | Freilos         | Freilos  | —             | —             | I. Lanir      | 10:0          | A.-M. Wagner     | 0s2:1s1       | A. Babinzewa            | 10s1:0s3                | Yoon H.-j.       | 10s1:0s1         | Bronze |
| Maria Suelen Altheman | über 78 kg  | Freilos         | Freilos  | —             | —             | A. Velenšek   | 10s1:0s3      | R. Dicko         | 0:11          | Xu S.                   | 0:10                    | ausgeschieden    | ausgeschieden    | 7      |
| Männer |             |                 |          |               |               |               |               |                  |               |                         |                         |                  |                  |        |
| Eric Takabatake | bis 60 kg   | S. Sithisane    | 10:0s1   | —             | —             | Kim W.-j.     | 0s2:10        | ausgeschieden    | ausgeschieden | ausgeschieden           | ausgeschieden           | ausgeschieden    | ausgeschieden    | 9      |
| Daniel Cargnin | bis 66 kg   | M. Abdelmawgoud | 10s1:0s1 | —             | —             | D. Vieru      | 1s1:0s1       | M. Lombardo      | 1s1:0s1       | H. Abe                  | 0:10                    | B. Shmailov      | 1s1:0s1          | Bronze |
| Eduardo Barbosa | bis 73 kg   | G. Chaine       | 0s2:10s1 | ausgeschieden | ausgeschieden | ausgeschieden | ausgeschieden | ausgeschieden    | ausgeschieden | ausgeschieden           | ausgeschieden           | ausgeschieden    | ausgeschieden    | 33     |
| Eduardo Yudy Santos | bis 81 kg   | Freilos         | Freilos  | S. Muki       | 0:10          | ausgeschieden | ausgeschieden | ausgeschieden    | ausgeschieden | ausgeschieden           | ausgeschieden           | ausgeschieden    | ausgeschieden    | 17     |
| Rafael Macedo | bis 90 kg   | I. Bosbajew     | 0:10     | ausgeschieden | ausgeschieden | ausgeschieden | ausgeschieden | ausgeschieden    | ausgeschieden | ausgeschieden           | ausgeschieden           | ausgeschieden    | ausgeschieden    | 33     |
| Rafael Buzacarini | bis 100 kg  | T. Nikiforov    | 0s1:1s2  | —             | —             | ausgeschieden | ausgeschieden | ausgeschieden    | ausgeschieden | ausgeschieden           | ausgeschieden           | ausgeschieden    | ausgeschieden    | 17     |
| Rafael Silva | über 100 kg | Freilos         | Freilos  | —             | —             | U. Kokauri    | 10s2:0        | G. Tuschischwili | 0s3:10        | T. Riner                | 0:11                    | ausgeschieden    | ausgeschieden    | 7      |
| Mixed |             |                 |          |               |               |               |               |                  |               |                         |                         |                  |                  |        |
| Larissa Pimenta Maria Portela Ketleyn Quadros Mayra Aguiar Maria Suelen Altheman Eduardo Barbosa Daniel Cargnin Rafael Macedo Eduardo Yudy Santos Rafael Buzacarini Rafael Silva | Mixed Team  | —               | —        | —             | —             | Freilos       | Freilos       | Niederlande      | 2:4           | Israel                  | 2:4                     | ausgeschieden    | ausgeschieden    | 7      |

### Kanu

#### Kanurennsport
| Athleten                       | Wettbewerb | Vorlauf      | Vorlauf | Viertelfinale | Viertelfinale | Halbfinale    | Halbfinale    | Finale A/B    | Finale A/B    | Rang          |
| Athleten                       | Wettbewerb | Zeit         | Rang    | Zeit          | Rang          | Zeit          | Rang          | Zeit          | Rang          | Rang          |
| ------------------------------ | ---------- | ------------ | ------- | ------------- | ------------- | ------------- | ------------- | ------------- | ------------- | ------------- |
| Männer                         |            |              |         |               |               |               |               |               |               |               |
| Jacky Godmann                  | C-1 1000 m | 4:24,732 min | 4       | 4:18,208 min  | 6             | ausgeschieden | ausgeschieden | ausgeschieden | ausgeschieden | ausgeschieden |
| Isaquias Queiroz               | C-1 1000 m | 3:59,894 min | 1       | —             | —             | 4:05,579 min  | 1             | 4:04,408 min  | 1             | Gold          |
| Jacky Godmann Isaquias Queiroz | C-2 1000 m | 3:48,378 min | 3       | 3:48,611 min  | 1             | 3:27,167 min  | 4             | 3:27,603 min  | 4             | 4             |
| Vagner Souta                   | K-1 1000 m | 3:57,178 min | 5       | 3:52,402 min  | 3             | ausgeschieden | ausgeschieden | ausgeschieden | ausgeschieden | ausgeschieden |

#### Kanuslalom
| Athleten       | Wettbewerb | Vorlauf  | Vorlauf | Halbfinale | Halbfinale | Finale        | Finale        | Rang |
| Athleten       | Wettbewerb | Zeit     | Rang    | Zeit       | Rang       | Zeit          | Rang          | Rang |
| -------------- | ---------- | -------- | ------- | ---------- | ---------- | ------------- | ------------- | ---- |
| Frauen         |            |          |         |            |            |               |               |      |
| Ana Sátila     | K-1        | 106,82 s | 7       | 114,62 s   | 13         | ausgeschieden | ausgeschieden | 13   |
| Ana Sátila     | C-1        | 109,90 s | 4       | 114,27 s   | 3          | 164,71 s      | 10            | 10   |
| Männer         |            |          |         |            |            |               |               |      |
| Pepe Gonçalves | K-1        | 92,91 s  | 10      | 104,33 s   | 19         | ausgeschieden | ausgeschieden | 19   |

### Leichtathletik
Laufen und Gehen 
| Athleten                                                                           | Wettbewerb        | Runde 1      | Runde 1 | Halbfinale    | Halbfinale    | Finale        | Finale        | Rang          |
| Athleten                                                                           | Wettbewerb        | Zeit         | Rang    | Zeit          | Rang          | Zeit          | Rang          | Rang          |
| ---------------------------------------------------------------------------------- | ----------------- | ------------ | ------- | ------------- | ------------- | ------------- | ------------- | ------------- |
| Frauen                                                                             |                   |              |         |               |               |               |               |               |
| Rosângela Santos                                                                   | 100 m             | 11,33 s      | 5       | ausgeschieden | ausgeschieden | ausgeschieden | ausgeschieden | ausgeschieden |
| Vitória Cristina Rosa                                                              | 100 m             | DNS          | DNS     | DNS           | DNS           | DNS           | DNS           | DNS           |
| Vitória Cristina Rosa                                                              | 200 m             | 23,59 s      | 7       | ausgeschieden | ausgeschieden | ausgeschieden | ausgeschieden | ausgeschieden |
| Ana Carolina Azevedo                                                               | 200 m             | 23,20 s      | 5       | ausgeschieden | ausgeschieden | ausgeschieden | ausgeschieden | ausgeschieden |
| Tiffani Marinho                                                                    | 400 m             | 52,11 s      | 5       | ausgeschieden | ausgeschieden | ausgeschieden | ausgeschieden | ausgeschieden |
| Ketiley Batista                                                                    | 100 m Hürden      | 13,40 s      | 7       | ausgeschieden | ausgeschieden | ausgeschieden | ausgeschieden | ausgeschieden |
| Chayenne da Silva                                                                  | 400 m Hürden      | 57,55 s      | 8       | ausgeschieden | ausgeschieden | ausgeschieden | ausgeschieden | ausgeschieden |
| Tatiane da Silva                                                                   | 3000 m Hindernis  | 9:36,43 min  | 7       | —             | —             | ausgeschieden | ausgeschieden | ausgeschieden |
| Simone Ferraz                                                                      | 3000 m Hindernis  | 10:00,92 min | 14      | —             | —             | ausgeschieden | ausgeschieden | ausgeschieden |
| Érica de Sena                                                                      | 20 km Gehen       | —            | —       | —             | —             | 1:31:39 h     | 11            | 11            |
| Bruna Farias Ana Cláudia Silva Vitória Cristina Rosa Rosângela Santos              | 4 × 100-m-Staffel | 43,15 s      | 11      | —             | —             | ausgeschieden | ausgeschieden | ausgeschieden |
| Männer                                                                             |                   |              |         |               |               |               |               |               |
| Paulo André de Oliveira                                                            | 100 m             | 10,17 s      | 3       | 10,31 s       | 8             | ausgeschieden | ausgeschieden | ausgeschieden |
| Rodrigo do Nascimento                                                              | 100 m             | 10,24 s      | 6       | ausgeschieden | ausgeschieden | ausgeschieden | ausgeschieden | ausgeschieden |
| Felipe Bardi dos Santos                                                            | 100 m             | 10,26 s      | 5       | ausgeschieden | ausgeschieden | ausgeschieden | ausgeschieden | ausgeschieden |
| Aldemir da Silva Júnior                                                            | 200 m             | 20,84 s      | 6       | ausgeschieden | ausgeschieden | ausgeschieden | ausgeschieden | ausgeschieden |
| Jorge Vides                                                                        | 200 m             | 20,94 s      | 4       | ausgeschieden | ausgeschieden | ausgeschieden | ausgeschieden | ausgeschieden |
| Lucas Vilar                                                                        | 200 m             | 21,31 s      | 6       | ausgeschieden | ausgeschieden | ausgeschieden | ausgeschieden | ausgeschieden |
| Lucas Carvalho                                                                     | 400 m             | 46,12 s      | 7       | ausgeschieden | ausgeschieden | ausgeschieden | ausgeschieden | ausgeschieden |
| Thiago André                                                                       | 800 m             | 1:47,75 min  | 8       | ausgeschieden | ausgeschieden | ausgeschieden | ausgeschieden | ausgeschieden |
| Thiago André                                                                       | 1500 m            | 3:47,71 min  | 13      | ausgeschieden | ausgeschieden | ausgeschieden | ausgeschieden | ausgeschieden |
| Gabriel Constantino                                                                | 110 m Hürden      | 13,55 s      | 5       | 13,89 s       | 8             | ausgeschieden | ausgeschieden | ausgeschieden |
| Eduardo de Deus                                                                    | 110 m Hürden      | 13,78 s      | 8       | ausgeschieden | ausgeschieden | ausgeschieden | ausgeschieden | ausgeschieden |
| Rafael Henrique Pereira                                                            | 110 m Hürden      | 13,46 s      | 3       | 13,62 s       | 6             | ausgeschieden | ausgeschieden | ausgeschieden |
| Alison dos Santos                                                                  | 400 m Hürden      | 48,42 s      | 2       | 47,31 s       | 1             | 46,72 s       | 3             | Bronze        |
| Márcio Teles                                                                       | 400 m Hürden      | 49,70 s      | 6       | ausgeschieden | ausgeschieden | ausgeschieden | ausgeschieden | ausgeschieden |
| Altobeli da Silva                                                                  | 3000 m Hindernis  | 8:29,17 min  | 9       | —             | —             | ausgeschieden | ausgeschieden | ausgeschieden |
| Daniel Chaves da Silva                                                             | Marathon          | —            | —       | —             | —             | DNF           | DNF           | DNF           |
| Daniel do Nascimento                                                               | Marathon          | —            | —       | —             | —             | DNF           | DNF           | DNF           |
| Paulo Roberto Paula                                                                | Marathon          | —            | —       | —             | —             | 2:26:08 h     | 69            | 69            |
| Caio Bonfim                                                                        | 20 km Gehen       | —            | —       | —             | —             | 1:23:21 h     | 13            | 13            |
| Matheus Correa                                                                     | 20 km Gehen       | —            | —       | —             | —             | 1:31:47 h     | 46            | 46            |
| Lucas Mazzo                                                                        | 20 km Gehen       | —            | —       | —             | —             | DNF           | DNF           | DNF           |
| Rodrigo do Nascimento Felipe Bardi dos Santos Derick Silva Paulo André de Oliveira | 4 × 100-m-Staffel | 38,34 s      | 12      | —             | —             | ausgeschieden | ausgeschieden | ausgeschieden |
| Mixed                                                                              |                   |              |         |               |               |               |               |               |
| Pedro Luiz de Oliveira Tiffani Marinho Tábata de Carvalho Anderson Henriques       | 4 × 400-m-Staffel | 3:15,89 min  | 14      | —             | —             | ausgeschieden | ausgeschieden | ausgeschieden |

 Springen und Werfen 
| Athleten                  | Wettbewerb     | Qualifikation | Qualifikation | Finale        | Finale        | Rang   |
| Athleten                  | Wettbewerb     | Weite/Höhe    | Rang          | Weite/Höhe    | Rang          | Rang   |
| ------------------------- | -------------- | ------------- | ------------- | ------------- | ------------- | ------ |
| Frauen                    |                |               |               |               |               |        |
| Eliane Martins            | Weitsprung     | 6,43 m        | 18            | ausgeschieden | ausgeschieden | 18     |
| Núbia Soares              | Dreisprung     | 14,07 m       | 17            | ausgeschieden | ausgeschieden | 17     |
| Geisa Arcanjo             | Kugelstoßen    | 16,46 m       | 29            | ausgeschieden | ausgeschieden | 29     |
| Izabela da Silva          | Diskuswurf     | 61,52 m       | 12            | 60,39 m       | 11            | 11     |
| Andressa de Morais        | Diskuswurf     | 58,90 s       | 20            | ausgeschieden | ausgeschieden | 20     |
| Fernanda Martins          | Diskuswurf     | 57,90 s       | 24            | ausgeschieden | ausgeschieden | 24     |
| Laila Ferrer e Silva      | Speerwurf      | 59,47 s       | 18            | ausgeschieden | ausgeschieden | 18     |
| Jucilene de Lima          | Speerwurf      | 60,14 s       | 15            | ausgeschieden | ausgeschieden | 15     |
| Männer                    |                |               |               |               |               |        |
| Samory Fraga              | Weitsprung     | 7,88 m        | 16            | ausgeschieden | ausgeschieden | 16     |
| Alexsandro Melo           | Weitsprung     | 6,95 m        | 29            | ausgeschieden | ausgeschieden | 29     |
| Alexsandro Melo           | Dreisprung     | 15,65 m       | 26            | ausgeschieden | ausgeschieden | 26     |
| Mateus de Sá              | Dreisprung     | 16,49 m       | 20            | ausgeschieden | ausgeschieden | 20     |
| Almir Cunha dos Santos    | Dreisprung     | 16,27 m       | 23            | ausgeschieden | ausgeschieden | 23     |
| Fernando Ferreira         | Hochsprung     | 2,21 m        | 21            | ausgeschieden | ausgeschieden | 21     |
| Thiago Moura              | Hochsprung     | 2,21 m        | 21            | ausgeschieden | ausgeschieden | 21     |
| Thiago Braz               | Stabhochsprung | 5,75          | 8             | 5,87          | 3             | Bronze |
| Augusto Dutra de Oliveira | Stabhochsprung | 5,65          | 16            | ausgeschieden | ausgeschieden | 16     |
| Darlan Romani             | Kugelstoßen    | 21,31 m       | 4             | 21,88 m       | 4             | 4      |

 Mehrkampf 
| Athleten          | 100 m   | 100 m | Weitsprung | Weitsprung | Kugelstoßen | Kugelstoßen | Hochsprung | Hochsprung | 400 m   | 400 m | 110 m Hürden | 110 m Hürden | Diskuswurf | Diskuswurf | Stabhochsprung | Stabhochsprung | Speerwurf | Speerwurf | 1500 m      | 1500 m | Punkte | Rang |
| Athleten          | Zeit    | Pkte. | Weite      | Pkte.      | Weite       | Pkte.       | Höhe       | Pkte.      | Zeit    | Pkte. | Zeit         | Pkte.        | Weite      | Pkte.      | Höhe           | Pkte.          | Weite     | Pkte.     | Zeit        | Pkte.  | Punkte | Rang |
| ----------------- | ------- | ----- | ---------- | ---------- | ----------- | ----------- | ---------- | ---------- | ------- | ----- | ------------ | ------------ | ---------- | ---------- | -------------- | -------------- | --------- | --------- | ----------- | ------ | ------ | ---- |
| Zehnkampf Männer  |         |       |            |            |             |             |            |            |         |       |              |              |            |            |                |                |           |           |             |        |        |      |
| Felipe dos Santos | 10,58 s | 956   | 7,38 m     | 905        | 14,13 m     | 736         | 2,02 m     | 822        | 49,31 s | 847   | 14,58 s      | 901          | 39,91 m    | 663        | 4,60 m         | 790            | 54,56 m   | 656       | 4:52,40 min | 604    | 7880   | 18   |

### Moderner Fünfkampf
| Athleten             | Fechten | Fechten | Schwimmen   | Schwimmen | Reiten | Reiten | Combined | Combined | Punkte | Rang |
| Athleten             | Bilanz  | Punkte  | Zeit        | Punkte    | Zeit   | Punkte | Zeit     | Punkte   | Punkte | Rang |
| -------------------- | ------- | ------- | ----------- | --------- | ------ | ------ | -------- | -------- | ------ | ---- |
| Frauen               |         |         |             |           |        |        |          |          |        |      |
| Maria Iêda Guimarães | 14+0    | 184     | 2:32,16 min | 246       | E      | 0      | DNF      | DNF      | 430    | 36   |

### Radsport

#### Mountainbike
| Athleten          | Wettbewerb    | Zeit      | Rang |
| ----------------- | ------------- | --------- | ---- |
| Frauen            |               |           |      |
| Jaqueline Mourão  | Cross-Country | LAP       | –    |
| Männer            |               |           |      |
| Henrique Avancini | Cross-Country | 1:28:09 h | 13   |
| Luiz Cocuzzi      | Cross-Country | 1:32:21 h | 27   |

#### BMX
| Athleten           | Wettbewerb | Viertelfinale | Viertelfinale | Halbfinale    | Halbfinale    | Finale        | Finale        | Rang |
| Athleten           | Wettbewerb | Punkte        | Rang          | Punkte        | Rang          | Zeit          | Rang          | Rang |
| ------------------ | ---------- | ------------- | ------------- | ------------- | ------------- | ------------- | ------------- | ---- |
| Frauen             |            |               |               |               |               |               |               |      |
| Priscilla Carnaval | BMX-Rennen | 18            | 6             | ausgeschieden | ausgeschieden | ausgeschieden | ausgeschieden | 22   |
| Männer             |            |               |               |               |               |               |               |      |
| Renato Rezende     | BMX-Rennen | 10            | 3             | 20            | 7             | ausgeschieden | ausgeschieden | 14   |

### Reiten

#### Dressurreiten
| Athleten                       | Wettbewerb | Prozent    | Prozent       | Rang |
| Athleten                       | Wettbewerb | Grand Prix | GP Kür        | Rang |
| ------------------------------ | ---------- | ---------- | ------------- | ---- |
| João Victor Oliva mit Escorial | Einzel     | 70,419 %   | ausgeschieden | 26   |

#### Springreiten
| Athleten | Wettbewerb | Strafpunkte   | Strafpunkte   | Strafpunkte   | Strafpunkte   | Strafpunkte   | Strafpunkte   | Rang |
| Athleten | Wettbewerb | Einzelwertung | Einzelwertung | Einzelwertung | Nationenpreis | Nationenpreis | Nationenpreis | Rang |
| Athleten | Wettbewerb | 1. Umlauf     | 2. Umlauf     | Stechen       | 1. Umlauf     | 2. Umlauf     | Stechen       | Rang |
| --- | ---------- | ------------- | ------------- | ------------- | ------------- | ------------- | ------------- | ---- |
| Yuri Mansur mit Alfons                                                                                               | Einzel     | 0,00          | 8,00          | —             | —             | —             | —             | 20   |
| Rodrigo Pessoa mit Carlito’s Way                                                                                     | Einzel     | DNS           | DNS           | DNS           | —             | —             | —             | —    |
| Marlon Zanotelli mit Edgar                                                                                           | Einzel     | 4,00          | ausgeschieden | —             | —             | —             | —             | 31   |
| Yuri Mansur mit Alfons Rodrigo Pessoa mit Carlito’s Way Marlon Zanotelli mit Edgar Pedro Veniss mit Quabri de l’Isle | Mannschaft | —             | —             | —             | 25,00         | 29,00         | ausgeschieden | 6    |

#### Vielseitigkeitsreiten
| Athleten                                                                                                 | Wettbewerb | Minuspunkte Dressur | Minuspunkte Gelände | Minuspunkte Springen | Minuspunkte Springen | Minuspunkte Gesamt | Rang          |
| --- | ---------- | ------------------- | ------------------- | -------------------- | -------------------- | ------------------ | ------------- |
| Rafael Losano mit Fuiloda                                                                                | Einzel     | 36,00               | aufgegeben          | ausgeschieden        | ausgeschieden        | ausgeschieden      | ausgeschieden |
| Carlos Parro mit Goliath                                                                                 | Einzel     | 36,10               | 22,80               | 4,00                 | ausgeschieden        | 62,90              | 32            |
| Marcelo Tosi mit Glenfly                                                                                 | Einzel     | 31,50               | 8,80                | aufgegeben           | ausgeschieden        | ausgeschieden      |               |
| Rafael Losano mit Fuiloda Carlos Parro mit Goliath Marcelo Tosi mit Glenfly Márcio Appel mit Iberon Jmen | Mannschaft | 103,60              | 231,60              | 128,40               | —                    | 463,60             | 12            |

### Ringen

#### Freier Stil
Legende: G = Gewonnen, V = Verloren, S = Schultersieg
| Athleten                | Wettbewerb       | Achtelfinale | Achtelfinale | Viertelfinale | Viertelfinale | Halbfinale    | Halbfinale    | Hoffnungsrunde Halbfinale | Hoffnungsrunde Halbfinale | Hoffnungsrunde Finale | Hoffnungsrunde Finale | Finale        | Finale        | Rang |
| Athleten                | Wettbewerb       | Gegner       | Ergebnis     | Gegner        | Ergebnis      | Gegner        | Ergebnis      | Gegner                    | Ergebnis                  | Gegner                | Ergebnis              | Gegner        | Ergebnis      | Rang |
| ----------------------- | ---------------- | ------------ | ------------ | ------------- | ------------- | ------------- | ------------- | ------------------------- | ------------------------- | --------------------- | --------------------- | ------------- | ------------- | ---- |
| Frauen                  |                  |              |              |               |               |               |               |                           |                           |                       |                       |               |               |      |
| Laís Nunes              | Klasse bis 62 kg | T. Jussein   | V 1:4        | ausgeschieden | ausgeschieden | ausgeschieden | ausgeschieden | ausgeschieden             | ausgeschieden             | ausgeschieden         | ausgeschieden         | ausgeschieden | ausgeschieden | 14   |
| Aline da Silva Ferreira | Klasse bis 76 kg | Y. Adar      | V 0:6        | ausgeschieden | ausgeschieden | ausgeschieden | ausgeschieden | ausgeschieden             | ausgeschieden             | ausgeschieden         | ausgeschieden         | ausgeschieden | ausgeschieden | 14   |

#### Griechisch-römischer Stil
Legende: G = Gewonnen, V = Verloren, S = Schultersieg
| Athleten           | Wettbewerb        | Achtelfinale | Achtelfinale | Viertelfinale | Viertelfinale | Halbfinale    | Halbfinale    | Hoffnungsrunde Halbfinale | Hoffnungsrunde Halbfinale | Hoffnungsrunde Finale | Hoffnungsrunde Finale | Finale        | Finale        | Rang |
| Athleten           | Wettbewerb        | Gegner       | Ergebnis     | Gegner        | Ergebnis      | Gegner        | Ergebnis      | Gegner                    | Ergebnis                  | Gegner                | Ergebnis              | Gegner        | Ergebnis      | Rang |
| ------------------ | ----------------- | ------------ | ------------ | ------------- | ------------- | ------------- | ------------- | ------------------------- | ------------------------- | --------------------- | --------------------- | ------------- | ------------- | ---- |
| Männer             |                   |              |              |               |               |               |               |                           |                           |                       |                       |               |               |      |
| Eduard Soghomonyan | Klasse bis 130 kg | E. Popp      | V 0:2        | ausgeschieden | ausgeschieden | ausgeschieden | ausgeschieden | ausgeschieden             | ausgeschieden             | ausgeschieden         | ausgeschieden         | ausgeschieden | ausgeschieden | 13   |

### Rudern
| Athleten       | Wettbewerb | Vorlauf     | Vorlauf | Vorlauf       | Hoffnungslauf | Hoffnungslauf | Hoffnungslauf | Viertelfinale | Viertelfinale | Viertelfinale  | Halbfinale  | Halbfinale | Halbfinale    | Finale      | Finale | Rang |
| Athleten       | Wettbewerb | Zeit        | Platz   | Qualifikation | Zeit          | Platz         | Qualifikation | Zeit          | Platz         | Qualifikation  | Zeit        | Platz      | Qualifikation | Zeit        | Platz  | Rang |
| -------------- | ---------- | ----------- | ------- | ------------- | ------------- | ------------- | ------------- | ------------- | ------------- | -------------- | ----------- | ---------- | ------------- | ----------- | ------ | ---- |
| Männer         |            |             |         |               |               |               |               |               |               |                |             |            |               |             |        |      |
| Lucas Verthein | Einer      | 7:05,00 min | 3       | Viertelfinale | –             | –             | –             | 7:14,26 min   | 2             | Halbfinale A/B | 7:02,87 min | 5          | Finale B      | 6:52,09 min | 6      | 12   |

### 7er-Rugby
| Wettbewerb         | Frauen |
| ------------------ | --- |
| Athletinnen        | Luiza Campos Isadora Cerullo Thalia Costa Thalita Costa Marina Fioravanti Aline Furtado Raquel Kochhann Mariana Nicolau Haline Scatrut Bianca Silva Leila Cássia Silva Rafaela Zanellato |
| Trainer            | Will Broderick |
| Gruppenphase       | Kanada (0:33) Frankreich (5:40) Fidschi (5:41) |
| Viertelfinale      | ausgeschieden |
| Halbfinale         | ausgeschieden |
| Finale             | ausgeschieden |
| Platzierungsspiele | Kanada (0:45) Japan (21:12) |
| Platzierung        | 11 |

### Schießen
| Athleten          | Wettbewerb           | Qualifikation   | Qualifikation | Finale          | Finale        | Ringe/ Scheiben | Rang |
| Athleten          | Wettbewerb           | Ringe/ Scheiben | Rang          | Ringe/ Scheiben | Rang          | Ringe/ Scheiben | Rang |
| ----------------- | -------------------- | --------------- | ------------- | --------------- | ------------- | --------------- | ---- |
| Männer            |                      |                 |               |                 |               |                 |      |
| Felipe Almeida Wu | Luftpistole 10 Meter | 566             | 32            | ausgeschieden   | ausgeschieden | 566             | 32   |

### Schwimmen
| Athleten                                                                  | Wettbewerb          | Vorlauf      | Vorlauf | Halbfinale    | Halbfinale    | Finale        | Finale        | Rang          |
| Athleten                                                                  | Wettbewerb          | Zeit         | Rang    | Zeit          | Rang          | Zeit          | Rang          | Rang          |
| ------------------------------------------------------------------------- | ------------------- | ------------ | ------- | ------------- | ------------- | ------------- | ------------- | ------------- |
| Frauen                                                                    |                     |              |         |               |               |               |               |               |
| Etiene Medeiros                                                           | 50 m Freistil       | 25,45 s      | 29      | ausgeschieden | ausgeschieden | ausgeschieden | ausgeschieden | 29            |
| Larissa Oliveira                                                          | 100 m Freistil      | 55,53 s      | 30      | ausgeschieden | ausgeschieden | ausgeschieden | ausgeschieden | 30            |
| Viviane Jungblut                                                          | 800 m Freistil      | 8:38,88 min  | 24      | —             | —             | ausgeschieden | ausgeschieden | 24            |
| Beatriz Dizotti                                                           | 1500 m Freistil     | 16:29,37 min | 24      | —             | —             | ausgeschieden | ausgeschieden | 24            |
| Viviane Jungblut                                                          | 1500 m Freistil     | 16:21,29 min | 20      | —             | —             | ausgeschieden | ausgeschieden | 20            |
| Larissa Oliveira Ana Carolina Vieira Etiene Medeiros Stephanie Balduccini | 4 × 100 m Freistil  | 3:39,19 min  | 12      | —             | —             | ausgeschieden | ausgeschieden | 12            |
| Aline Rodrigues Larissa Oliveira Nathalia Almeida Gabrielle Roncatto      | 4 × 200 m Freistil  | 7:59,50 min  | 10      | —             | —             | ausgeschieden | ausgeschieden | 10            |
| Ana Marcela Cunha                                                         | 10 km Freiwasser    | —            | —       | —             | —             | 1:59:30,8 h   | 1             | Gold          |
| Männer                                                                    |                     |              |         |               |               |               |               |               |
| Bruno Fratus                                                              | 50 m Freistil       | 21,67 s      | 4       | 21,60 s       | 3             | 21,57 s       | 3             | Bronze        |
| Gabriel Santos                                                            | 100 m Freistil      | 49,33 s      | 32      | ausgeschieden | ausgeschieden | ausgeschieden | ausgeschieden | 32            |
| Pedro Spajari                                                             | 100 m Freistil      | 48,74 s      | 25      | ausgeschieden | ausgeschieden | ausgeschieden | ausgeschieden | 25            |
| Murilo Sartori                                                            | 200 m Freistil      | 1:47,11 min  | 24      | ausgeschieden | ausgeschieden | ausgeschieden | ausgeschieden | 24            |
| Fernando Scheffer                                                         | 200 m Freistil      | 1:45,05 min  | 2       | 1:45,71 min   | 8             | 1:44,66 min   | 3             | Bronze        |
| Guilherme Costa                                                           | 400 m Freistil      | 3:45,99 min  | 11      | —             | —             | ausgeschieden | ausgeschieden | 11            |
| Guilherme Costa                                                           | 800 m Freistil      | 7:46,09 min  | 5       | —             | —             | 7:53,31 min   | 8             | 8             |
| Guilherme Costa                                                           | 1500 m Freistil     | 15:01,18 min | 13      | —             | —             | ausgeschieden | ausgeschieden | 13            |
| Guilherme Basseto                                                         | 100 m Rücken        | 53,84 s      | 20      | ausgeschieden | ausgeschieden | ausgeschieden | ausgeschieden | 20            |
| Guilherme Guido                                                           | 100 m Rücken        | 53,65 s      | 11      | 53,80 s       | 15            | ausgeschieden | ausgeschieden | 15            |
| Felipe Lima                                                               | 100 m Brust         | 59,17 s      | 8       | 59,80 s       | 12            | ausgeschieden | ausgeschieden | 12            |
| Caio Pumputis                                                             | 100 m Brust         | 1:00,76 min  | 34      | ausgeschieden | ausgeschieden | ausgeschieden | ausgeschieden | 34            |
| Matheus Gonche                                                            | 100 m Schmetterling | 53,02 s      | 43      | ausgeschieden | ausgeschieden | ausgeschieden | ausgeschieden | 43            |
| Vinícius Lanza                                                            | 100 m Schmetterling | 52,08 s      | 26      | ausgeschieden | ausgeschieden | ausgeschieden | ausgeschieden | 26            |
| Leonardo de Deus                                                          | 200 m Schmetterling | 1:54,83 min  | 3       | 1:54,97 min   | 2             | 1:55,19 min   | 6             | 6             |
| Vinícius Lanza                                                            | 200 m Lagen         | 1:58,92 min  | 25      | ausgeschieden | ausgeschieden | ausgeschieden | ausgeschieden | 25            |
| Caio Pumputis                                                             | 200 m Lagen         | 1:58,36 min  | 19      | ausgeschieden | ausgeschieden | ausgeschieden | ausgeschieden | 19            |
| Breno Correia Pedro Spajari Gabriel Santos Marcelo Chierighini            | 4 × 100 m Freistil  | 3:12,59 min  | 5       | —             | —             | 3:13,41 min   | 8             | 8             |
| Fernando Scheffer Murilo Sartori Breno Correia Luiz Altamir Melo          | 4 × 200 m Freistil  | 7:07,73 min  | 8       | —             | —             | 7:08,22 min   | 8             | 8             |
| Marcelo Chierighini Guilherme Guido Felipe Lima Vinícius Lanza            | 4 × 100 m Lagen     | DSQ          | DSQ     | —             | —             | ausgeschieden | ausgeschieden | ausgeschieden |
| Mixed                                                                     |                     |              |         |               |               |               |               |               |
| Stephanie Balduccini Guilherme Basseto Giovanna Diamante Felipe Lima      | 4 × 100 m Lagen     | 3:46,74 min  | 14      | —             | —             | ausgeschieden | ausgeschieden | 14            |

### Segeln
| Athleten                                | Wettbewerb      | Qualifikation | Qualifikation | Medal Race    | Medal Race    | Punkte | Rang |
| Athleten                                | Wettbewerb      | Punkte        | Rang          | Punkte        | Rang          | Punkte | Rang |
| --------------------------------------- | --------------- | ------------- | ------------- | ------------- | ------------- | ------ | ---- |
| Frauen                                  |                 |               |               |               |               |        |      |
| Patrícia Freitas                        | Windsurfen RS:X | 117           | 10            | 16            | 8             | 133    | 10   |
| Fernanda Oliveira Ana Luiza Barbachan   | 470er           | 62            | 6             | 20            | 10            | 82     | 9    |
| Martine Grael Kahena Kunze              | 49erFX          | 70            | 1             | 6             | 3             | 76     | Gold |
| Männer                                  |                 |               |               |               |               |        |      |
| Robert Scheidt                          | Laser           | 86            | 6             | 18            | 9             | 104    | 8    |
| Jorge Zarif                             | Finn Dinghy     | 95            | 14            | ausgeschieden | ausgeschieden | 95     | 14   |
| Henrique Haddad Bruno Amorim            | 470er           | 118           | 16            | ausgeschieden | ausgeschieden | 118    | 16   |
| Marco Grael Gabriel Borges              | 49er            | 147           | 16            | ausgeschieden | ausgeschieden | 147    | 16   |
| Mixed                                   |                 |               |               |               |               |        |      |
| Gabriela Nicolino de Sá Samuel Albrecht | Nacra 17        | 97            | 10            | 20            | 10            | 117    | 10   |

### Skateboard
| Athleten        | Wettbewerb | Qualifikation | Qualifikation | Finale        | Finale        | Rang   |
| Athleten        | Wettbewerb | Punkte        | Rang          | Punkte        | Rang          | Rang   |
| --------------- | ---------- | ------------- | ------------- | ------------- | ------------- | ------ |
| Frauen          |            |               |               |               |               |        |
| Yndiara Asp     | Park       | 43,23         | 7             | 37,34         | 8             | 8      |
| Dora Varella    | Park       | 41,59         | 8             | 40,42         | 7             | 7      |
| Isadora Pacheco | Park       | 37,08         | 10            | ausgeschieden | ausgeschieden | 10     |
| Rayssa Leal     | Street     | 14,91         | 3             | 14,64         | 2             | Silber |
| Letícia Bufoni  | Street     | 10,91         | 9             | ausgeschieden | ausgeschieden | 9      |
| Pamela Rosa     | Street     | 10,06         | 10            | ausgeschieden | ausgeschieden | 10     |
| Männer          |            |               |               |               |               |        |
| Luiz Francisco  | Park       | 84,31         | 1             | 83,14         | 4             | 4      |
| Pedro Quintas   | Park       | 79,02         | 3             | 38,47         | 8             | 8      |
| Pedro Barros    | Park       | 77,14         | 4             | 86,14         | 2             | Silber |
| Kelvin Hoefler  | Street     | 34,69         | 4             | 36,15         | 2             | Silber |
| Giovanni Vianna | Street     | 28,15         | 12            | ausgeschieden | ausgeschieden | 12     |
| Felipe Gustavo  | Street     | 24,75         | 14            | ausgeschieden | ausgeschieden | 14     |

### Surfen
| Athleten            | Wettbewerb | 1. Runde | 1. Runde | 2. Runde | 2. Runde | 3. Runde     | 3. Runde    | Viertelfinale | Viertelfinale | Halbfinale    | Halbfinale    | Finale / Platz 3 | Finale / Platz 3 | Rang |
| Athleten            | Wettbewerb | Punkte   | Rang     | Punkte   | Rang     | Gegner       | Ergebnis    | Gegner        | Ergebnis      | Gegner        | Ergebnis      | Gegner           | Ergebnis         | Rang |
| ------------------- | ---------- | -------- | -------- | -------- | -------- | ------------ | ----------- | ------------- | ------------- | ------------- | ------------- | ---------------- | ---------------- | ---- |
| Frauen              |            |          |          |          |          |              |             |               |               |               |               |                  |                  |      |
| Silvana Lima        | Shortboard | 12,13    | 2        | Freilos  | Freilos  | T. Bonvalot  | 12,17:7,50  | C. Moore      | 8,30:14,26    | ausgeschieden | ausgeschieden | ausgeschieden    | ausgeschieden    | 5    |
| Tatiana Weston-Webb | Shortboard | 11,33    | 1        | Freilos  | Freilos  | A. Tsuzuki   | 9,00:10,33  | ausgeschieden | ausgeschieden | ausgeschieden | ausgeschieden | ausgeschieden    | ausgeschieden    | 9    |
| Männer              |            |          |          |          |          |              |             |               |               |               |               |                  |                  |      |
| Italo Ferreira      | Shortboard | 13,67    | 1        | Freilos  | Freilos  | B. Stairmand | 14,54:9,67  | H. Ohhara     | 16,30:11,90   | O. Wright     | 13,17:12,47   | K. Igarashi      | 15,14:6,60       | Gold |
| Gabriel Medina      | Shortboard | 12,23    | 1        | Freilos  | Freilos  | J. Wilson    | 14,33:13,00 | M. Bourez     | 15,33:13,66   | K. Igarashi   | 16,76:17,00   | O. Wright        | 11,77:11,97      | 4    |

### Taekwondo
| Athleten            | Wettbewerb       | Achtelfinale | Achtelfinale | Viertelfinale | Viertelfinale | Hoffnungsrunde Halbfinale | Hoffnungsrunde Halbfinale | Halbfinale    | Halbfinale    | Hoffnungsrunde Finale | Hoffnungsrunde Finale | Finale        | Finale        | Rang |
| Athleten            | Wettbewerb       | Gegner       | Erg.         | Gegner        | Erg.          | Gegner                    | Erg.                      | Gegner        | Erg.          | Gegner                | Erg.                  | Gegner        | Erg.          | Rang |
| ------------------- | ---------------- | ------------ | ------------ | ------------- | ------------- | ------------------------- | ------------------------- | ------------- | ------------- | --------------------- | --------------------- | ------------- | ------------- | ---- |
| Frauen              |                  |              |              |               |               |                           |                           |               |               |                       |                       |               |               |      |
| Milena Titoneli     | Klasse bis 67 kg | J. Al-Sadeq  | 9:9          | M. Jelić      | 9:30          | L. Lee                    | 26:5                      | ausgeschieden | ausgeschieden | R. Gbagbi             | 8:12                  | ausgeschieden | ausgeschieden | 5    |
| Männer              |                  |              |              |               |               |                           |                           |               |               |                       |                       |               |               |      |
| Edival Pontes       | Klasse bis 68 kg | H. Reçber    | 18:25        | ausgeschieden | ausgeschieden | ausgeschieden             | ausgeschieden             | ausgeschieden | ausgeschieden | ausgeschieden         | ausgeschieden         | ausgeschieden | ausgeschieden | 11   |
| Ícaro Miguel Soares | Klasse bis 80 kg | S. Alessio   | 3:22         | ausgeschieden | ausgeschieden | ausgeschieden             | ausgeschieden             | ausgeschieden | ausgeschieden | ausgeschieden         | ausgeschieden         | ausgeschieden | ausgeschieden | 11   |

### Tennis
| Athleten                       | Wettbewerb | 1. Runde                   | 1. Runde        | 2. Runde      | 2. Runde      | Achtelfinale                  | Achtelfinale      | Viertelfinale               | Viertelfinale    | Halbfinale             | Halbfinale    | Finale / Platz 3            | Finale / Platz 3        |
| Athleten                       | Wettbewerb | Gegner                     | Ergebnis        | Gegner        | Ergebnis      | Gegner                        | Ergebnis          | Gegner                      | Ergebnis         | Gegner                 | Ergebnis      | Gegner                      | Ergebnis                |
| ------------------------------ | ---------- | -------------------------- | --------------- | ------------- | ------------- | ----------------------------- | ----------------- | --------------------------- | ---------------- | ---------------------- | ------------- | --------------------------- | ----------------------- |
| Frauen                         |            |                            |                 |               |               |                               |                   |                             |                  |                        |               |                             |                         |
| Laura Pigossi Luisa Stefani    | Doppel     | G. Dabrowski / S. Fichman  | 7:63, 6:4       | —             | —             | Ka. Plíšková / M. Vondroušová | 2:6, 6:4, [13:11] | B. Mattek-Sands / J. Pegula | 1:6, 6:3, [10:6] | B. Bencic / V. Golubic | 5:7, 3:6      | W. Kudermetowa / J. Wesnina | 4:6, 6:4, [11:9] Bronze |
| Männer                         |            |                            |                 |               |               |                               |                   |                             |                  |                        |               |                             |                         |
| Thiago Monteiro                | Einzel     | J.-L. Struff               | 3:6, 4:6        | ausgeschieden | ausgeschieden | ausgeschieden                 | ausgeschieden     | ausgeschieden               | ausgeschieden    | ausgeschieden          | ausgeschieden | ausgeschieden               | ausgeschieden           |
| João Menezes                   | Einzel     | M. Čilić                   | 7:65, 5:7, 6:77 | ausgeschieden | ausgeschieden | ausgeschieden                 | ausgeschieden     | ausgeschieden               | ausgeschieden    | ausgeschieden          | ausgeschieden | ausgeschieden               | ausgeschieden           |
| Marcelo Demoliner Marcelo Melo | Doppel     | N. Mektić / M. Pavić       | 6:76, 4:6       | —             | —             | ausgeschieden                 | ausgeschieden     | ausgeschieden               | ausgeschieden    | ausgeschieden          | ausgeschieden | ausgeschieden               | ausgeschieden           |
| Mixed                          |            |                            |                 |               |               |                               |                   |                             |                  |                        |               |                             |                         |
| Luisa Stefani Marcelo Melo     | Mixed      | N. Stojanović / N. Đoković | 3:6, 4:6        | —             | —             | —                             | —                 | ausgeschieden               | ausgeschieden    | ausgeschieden          | ausgeschieden | ausgeschieden               | ausgeschieden           |

### Tischtennis
| Athleten                                         | Wettbewerb | 1. Runde     | 1. Runde | 2. Runde       | 2. Runde      | 3. Runde      | 3. Runde      | Achtelfinale  | Achtelfinale  | Viertelfinale      | Viertelfinale | Halbfinale    | Halbfinale    | Finale/Platz 3 | Finale/Platz 3 | Rang  |
| Athleten                                         | Wettbewerb | Gegner       | Erg.     | Gegner         | Erg.          | Gegner        | Erg.          | Gegner        | Erg.          | Gegner             | Erg.          | Gegner        | Erg.          | Gegner         | Erg.           | Rang  |
| ------------------------------------------------ | ---------- | ------------ | -------- | -------------- | ------------- | ------------- | ------------- | ------------- | ------------- | ------------------ | ------------- | ------------- | ------------- | -------------- | -------------- | ----- |
| Frauen                                           |            |              |          |                |               |               |               |               |               |                    |               |               |               |                |                |       |
| Bruna Takahashi                                  | Einzel     | —            | —        | Yuan Jia Nan   | 0:4           | ausgeschieden | ausgeschieden | ausgeschieden | ausgeschieden | ausgeschieden      | ausgeschieden | ausgeschieden | ausgeschieden | ausgeschieden  | ausgeschieden  | 33–48 |
| Jessica Yamada                                   | Einzel     | Rachel Moret | 2:4      | ausgeschieden  | ausgeschieden | ausgeschieden | ausgeschieden | ausgeschieden | ausgeschieden | ausgeschieden      | ausgeschieden | ausgeschieden | ausgeschieden | ausgeschieden  | ausgeschieden  | 49–64 |
| Bruna Takahashi Jessica Yamada Caroline Kumahara | Mannschaft | —            | —        | —              | —             | —             | —             | Hongkong      | 1:3           | ausgeschieden      | ausgeschieden | ausgeschieden | ausgeschieden | ausgeschieden  | ausgeschieden  | 9–16  |
| Männer                                           |            |              |          |                |               |               |               |               |               |                    |               |               |               |                |                |       |
| Hugo Calderano                                   | Einzel     | —            | —        | —              | —             | Bojan Tokič   | 4:1           | Jang Woo-jin  | 4:1           | Dimitrij Ovtcharov | 2:4           | ausgeschieden | ausgeschieden | ausgeschieden  | ausgeschieden  | 5–8   |
| Gustavo Tsuboi                                   | Einzel     | —            | —        | Ovidiu Ionescu | 4:1           | Quadri Aruna  | 4:2           | Lin Yun-ju    | 2:4           | ausgeschieden      | ausgeschieden | ausgeschieden | ausgeschieden | ausgeschieden  | ausgeschieden  | 9–16  |
| Hugo Calderano Gustavo Tsuboi Vitor Ishiy        | Mannschaft | —            | —        | —              | —             | —             | —             | Serbien       | 3:2           | Südkorea           | 0:3           | ausgeschieden | ausgeschieden | ausgeschieden  | ausgeschieden  | 5–8   |

### Triathlon
| Athleten       | Wettbewerb | Zeit      | Rang |
| -------------- | ---------- | --------- | ---- |
| Frauen         |            |           |      |
| Vittoria Lopes | Einzel     | 2:03:09 h | 28   |
| Luisa Baptista | Einzel     | 2:05:32 h | 32   |
| Männer         |            |           |      |
| Manoel Messias | Einzel     | 1:48:11 h | 28   |

### Turnen

#### Gerätturnen
| Athleten                                                         | Wettbewerb           | Qualifikation | Qualifikation | Finale        | Finale        | Rang   |
| Athleten                                                         | Wettbewerb           | Punkte        | Rang          | Punkte        | Rang          | Rang   |
| ---------------------------------------------------------------- | -------------------- | ------------- | ------------- | ------------- | ------------- | ------ |
| Frauen                                                           |                      |               |               |               |               |        |
| Rebeca Andrade                                                   | Boden                | 14,066        | 4             | 14,033        | 5             | 5      |
| Flávia Saraiva                                                   | Boden                | 12,066        | 69            | ausgeschieden | ausgeschieden | 69     |
| Rebeca Andrade                                                   | Schwebebalken        | 13,733        | 18            | ausgeschieden | ausgeschieden | 18     |
| Flávia Saraiva                                                   | Schwebebalken        | 13,966        | 9             | 13,133        | 7             | 7      |
| Rebeca Andrade                                                   | Sprung               | 15,100        | 3             | 15,083        | 1             | Gold   |
| Rebeca Andrade                                                   | Stufenbarren         | 14,200        | 19            | ausgeschieden | ausgeschieden | 19     |
| Rebeca Andrade                                                   | Mehrkampf Einzel     | 57,399        | 2             | 57,298        | 2             | Silber |
| Männer                                                           |                      |               |               |               |               |        |
| Francisco Barretto Júnior                                        | Boden                | 13,000        | 57            | ausgeschieden | ausgeschieden | 57     |
| Arthur Mariano                                                   | Boden                | 12,800        | 63            | ausgeschieden | ausgeschieden | 63     |
| Diogo Soares                                                     | Boden                | 14,200        | 20            | ausgeschieden | ausgeschieden | 20     |
| Caio Souza                                                       | Boden                | 13,966        | 25            | ausgeschieden | ausgeschieden | 25     |
| Francisco Barretto Júnior                                        | Pauschenpferd        | 13,200        | 42            | ausgeschieden | ausgeschieden | 42     |
| Diogo Soares                                                     | Pauschenpferd        | 12,800        | 54            | ausgeschieden | ausgeschieden | 54     |
| Caio Souza                                                       | Pauschenpferd        | 13,400        | 36            | ausgeschieden | ausgeschieden | 36     |
| Francisco Barretto Júnior                                        | Ringe                | 13,200        | 53            | ausgeschieden | ausgeschieden | 53     |
| Diogo Soares                                                     | Ringe                | 13,133        | 55            | ausgeschieden | ausgeschieden | 55     |
| Caio Souza                                                       | Ringe                | 14,333        | 15            | ausgeschieden | ausgeschieden | 15     |
| Arthur Zanetti                                                   | Ringe                | 14,900        | 5             | 14,133        | 8             | 8      |
| Caio Souza                                                       | Sprung               | 14,700        | 7             | 13,683        | 8             | 8      |
| Francisco Barretto Júnior                                        | Barren               | 14,000        | 45            | ausgeschieden | ausgeschieden | 45     |
| Diogo Soares                                                     | Barren               | 13,900        | 48            | ausgeschieden | ausgeschieden | 48     |
| Caio Souza                                                       | Barren               | 14,533        | 31            | ausgeschieden | ausgeschieden | 31     |
| Francisco Barretto Júnior                                        | Reck                 | 13,833        | 22            | ausgeschieden | ausgeschieden | 22     |
| Arthur Mariano                                                   | Reck                 | 14,133        | 12            | ausgeschieden | ausgeschieden | 12     |
| Diogo Soares                                                     | Reck                 | 13,233        | 37            | ausgeschieden | ausgeschieden | 37     |
| Caio Souza                                                       | Reck                 | 13,466        | 28            | ausgeschieden | ausgeschieden | 28     |
| Francisco Barretto Júnior                                        | Mehrkampf Einzel     | 80,699        | 42            | ausgeschieden | ausgeschieden | 42     |
| Diogo Soares                                                     | Mehrkampf Einzel     | 81,332        | 36            | 81,198        | 20            | 20     |
| Caio Souza                                                       | Mehrkampf Einzel     | 84,298        | 18            | 81,532        | 17            | 17     |
| Francisco Barretto Júnior Arthur Mariano Diogo Soares Caio Souza | Mehrkampf Mannschaft | 247,263       | 9             | ausgeschieden | ausgeschieden | 9      |

#### Rhythmische Sportgymnastik
| Athletinnen                                                                       | Wettbewerb | Qualifikation | Qualifikation | Finale        | Finale        | Rang |
| Athletinnen                                                                       | Wettbewerb | Punkte        | Rang          | Punkte        | Rang          | Rang |
| --------------------------------------------------------------------------------- | ---------- | ------------- | ------------- | ------------- | ------------- | ---- |
| Frauen                                                                            |            |               |               |               |               |      |
| Maria Eduarda Arakaki Déborah Medrado Nicole Pírcio Geovanna Santos Beatriz Silva | Gruppe     | 73,250        | 12            | ausgeschieden | ausgeschieden | 12   |

### Volleyball
| Wettbewerb    | Frauen | Männer |
| ------------- | --- | --- |
| Athleten      | Macris Carneiro Tandara Caixeta Gabriela Guimarães Rosamaria Montibeller Ana Cristina de Souza Ana Carolina da Silva Natália Pereira Ana Beatriz Corrêa Fernanda Garay Camila Brait Roberta Ratzke Carol Gattaz | Lucas Saatkamp Ricardo Lucarelli Bruno Rezende Wallace de Souza Thales Hoss Fernando Kreling Douglas Souza Isac Santos Alan Souza Maurício Borges Maurício Souza Yoandy Leal |
| Trainer       | José Roberto Guimarães | Renan Dal Zotto |
| Gruppenphase  | Südkorea (3:0) Dominikanische Republik (3:2) Japan (3:0) Serbien (3:1) Kenia (3:0) | Tunesien (3:0) Argentinien (3:2) ROC (0:3) Vereinigte Staaten (3:1) Frankreich (3:2)                                                                                         |
| Viertelfinale | ROC (3:1) | Japan (3:0) |
| Halbfinale    | Südkorea (3:0) | ROC (1:3) |
| Finale        | Vereinigte Staaten (0:3) | Argentinien (2:3) Kleines Finale |
| Platzierung   | Silber | 4. Platz |

### Wasserspringen
| Athleten           | Wettbewerb        | Vorkampf | Vorkampf | Halbfinale    | Halbfinale    | Finale        | Finale        | Rang |
| Athleten           | Wettbewerb        | Punkte   | Rang     | Punkte        | Rang          | Punkte        | Rang          | Rang |
| ------------------ | ----------------- | -------- | -------- | ------------- | ------------- | ------------- | ------------- | ---- |
| Frauen             |                   |          |          |               |               |               |               |      |
| Luana Lira         | Kunstspringen 3 m | 244,35   | 21       | ausgeschieden | ausgeschieden | ausgeschieden | ausgeschieden | 21   |
| Ingrid de Oliveira | Turmspringen 10 m | 261,20   | 24       | ausgeschieden | ausgeschieden | ausgeschieden | ausgeschieden | 24   |
| Männer             |                   |          |          |               |               |               |               |      |
| Kawan Pereira      | Turmspringen 10 m | 371,65   | 17       | 410,30        | 12            | 393,85        | 10            | 10   |
| Isaac Souza        | Turmspringen 10 m | 339,30   | 20       | ausgeschieden | ausgeschieden | ausgeschieden | ausgeschieden | 20   |